# Aimee Graham
Aimee Lynn Graham (ur. 20 września 1971 w Milwaukee, Wisconsin) – amerykańska aktorka, siostra Heather Graham. Jej ojciec jest agentem FBI, a matka nauczycielką szkolną. Chodziła do szkoły średniej z modelką Beverly Peele oraz scenarzystą i reżyserem Shane'em Stanleyem.

## Wybrana filmografia
- 1992: Cudowne lata (The Wonder Years) jako Candee Jensen
- 1993: Amos i Andrew (Amos & Andrew) jako Stacy
- 1996: Dotyk anioła (Touched by an Angel) jako Danielle Dawson
- 1996: Od zmierzchu do świtu (From Dusk Till Dawn) jako blondynka-zakłaniczka
- 1997: Jackie Brown jako Amy
- 1998: Ostry dyżur (ER) jako p. Everly
- 1999: W matni (Brokedown Palace) jako Beth Ann Gardener
- 2000: 100 dziewczyn i ja (100 girls) jako p. Stern
- 2000: Piszcz, jeśli wiesz co zrobiłem w ostatni piątek trzynastego (Shriek If You Know What I Did Last Friday the Thirteenth) jako Screw
- 2002: Szczekać na świat (Bark) jako Rebecca
- 2005–2006: CSI: Kryminalne zagadki Las Vegas jako Kelly Gordon